# Aina Lindfors
Aina Lindfors, född 4 april 1873 i Helsingfors, död där 10 mars 1952, var en finländsk skådespelare. 

## Biografi
Efter teaterstudier för Adolf Lindfors (som hon gifte sig med 1899) debuterade Aina Bergroth 1895 på Svenska Teatern och engagerades två år senare som en lovande älsklig ingeny. Hon lovordades för sin vackra diktion som var ett föredöme; hon ansågs vara en av de få artister som talade en vårdad svenska. Lindfors tillhörde teaterns ensemble till 1932. Av hennes roller kan nämnas Sigrid i Daniel Hjort, Regina von Emmeritz, Käthe i Gamla Heidelberg och Drottningen i Hamlet.

## Teater

### Roller (ej komplett)
| År   | Roll        | Produktion                             | Regi           | Teater                       |
| ---- | ----------- | -------------------------------------- | -------------- | ---------------------------- |
| 1920 | Drottningen | Prinsessans visa Anna Wahlenberg       | Gustaf Nessler | Svenska Teatern, Helsingfors |
| 1920 | Rose Sibley | Milstolpar (Milestones) Arnold Bennett | Helge Wahlgren | Svenska Teatern, Helsingfors |